# アンセム・レコード
アンセム・レコード（Anthem Records）は、カナダのオンタリオ州トロントを拠点とする独立系レコードレーベル。1977年5月、レイ・ダニエルズとヴィク・ウィルソンによって、基調となるレコーディング・アーティストであるラッシュ、マックス・ウェブスター、リバプール、ア・フット・イン・コールドウォーターと共に設立された。ラッシュの3人のメンバー、ゲディー・リー、ニール・パート、アレックス・ライフソンが、アンセムの副理事に就任した。
レーベルの前身はムーン・レコード (Moon Records)だった。アンセムは、ラッシュが（マーキュリー・レコードとの国際的な契約をしつつ）カナダというホームグラウンドで仕事をもっとコントロールできるように、そして他のカナダのバンドはトロントやモントリオールにあるメジャー・レーベルのオフィスと契約を交わすことができなかったためホームグラウンドが持てるようにとつくられた。アンセムの姉妹会社・SROマネージメントは、同じくダニエルズとウィルソンによって運営され、旗艦バンドであるラッシュや他のバンドなどアンセム内外のアーティストをマネージメントしている。
1999年にスティクスに加入する前は、ローレンス・ガーワンもこのレーベルでレコーディングしていた。
2015年11月、アンセムは、Ole Media Managementに買収された。